# Stephane de Groodt
Stephane de Groodt (ur. 3 marca 1966 roku w Brukseli) – belgijski kierowca wyścigowy.

## Kariera
Groodt rozpoczął karierę w wyścigach samochodowych w 1992 roku od startów w Belgian Touring Car Championship, gdzie trzykrotnie stawał na podium. Z dorobkiem 82 punktów uplasował się na siódmej pozycji w klasyfikacji generalnej. W późniejszych latach pojawiał się także w stawce Belgian Procar Touring Car Championship, Renault Clio International Cup, Formuły 3000, Belgian Procar, Niemieckiego Pucharu Porsche Carrera, Holenderskiej Formuły Ford 1800, Festiwalu Formuły Ford, Formuły Ford 1800 Benelux, Belgian Procar, Formuły 3 Korea Super Prix, Europejskiego Pucharu Formuły 3 oraz Formuły Renault Habo DaCosta.
W Formule 3000 Belg wystartował w dwóch wyścigach sezonu 1995. Jednak w żadnym wyścigu nie dojechał do mety.